# Contea di Fincastle
La contea di Fincastle fu creata con un atto dell'Assemblea Generale della Virginia l'8 aprile 1772 dalla contea di Botetourt. Poiché il governo coloniale considerava come confine occidentale della Virginia il fiume Mississippi, questo divenne il limite occidentale di Fincastle. Il suo confine orientale era essenzialmente il fiume Nuovo (all'epoca chiamato fiume Wood, comprendente anche quello che oggi è il fiume Kanawha), dividendo la contea di Botetourt da nord a sud. La nuova contea comprendeva tutto l'attuale Kentucky, più la Virginia Occidentale sud-occidentale e una fetta della "coda" occidentale della Virginia. Sebbene nessun capoluogo di contea fosse designato dall'atto di creazione della contea, il governatore coloniale ordinò che fosse collocato presso "Lead Mine" nell'attuale Contea di Wythe; la comunità di Austinville si sviluppò successivamente in quella zona.
Durante la Rivoluzione americana, il 20 gennaio 1775 vennero firmate le Risoluzioni di Fincastle.